# Dr. Crippen
Dr. Crippen è un film inglese del 1963 diretto da Robert Lynn e interpretato da Donald Pleasence, Coral Browne e Samantha Eggar. La trama è ispirata alle vicende del medico Hawley Harvey Crippen, impiccato nel 1910 per l'omicidio di sua moglie. Il direttore della fotografia è Nicolas Roeg, accreditato come Nick Roeg. Il film è strutturato come un courtroom drama, si svolge infatti durante il corso del processo, dove la vicenda è narrata attraverso una serie di flashback.

## Trama
Durante il processo a suo carico per l'omicidio della moglie Belle, il medico londinese Crippen ripercorre la sua vita coniugale. Ne viene fuori un ritratto spietato dove Belle si trastulla con uomini più giovani, si ubriaca frequentemente e, sotto i fumi dell'alcool, chiede in modo pressante al marito le attenzioni sessuali che già ottiene altrove. Crippen viene ritratto come un uomo insoddisfatto, triste e solitario, schiacciato dalle umiliazioni della moglie. Il medico ricorda inoltre la storia d'amore con la dattilografa Ethel Le Neve, una relazione che offre nuova luce al personaggio, animato da sincera passione per la giovane donna. 
Quando l'alcolismo di Belle si manifesta in crisi sempre più gravi, il Dr. Crippen cerca di calmare la moglie somministrandole un tranquillante, ma versa le dosi sbagliate nella zuccheriera utilizzata da Belle per addolcire il suo tè, causando accidentalmente la morte della donna. Mentre Ethel è convinta che Belle sia fuggita, Crippen la convince a vestirsi da ragazzo, per fingersi suo padre e salpare per gli Stati Uniti,  lasciandosi tutto alle spalle. Quando la polizia trova il corpo di Belle in cantina, sepolto sotto al carbone adibito alla stufa, la coppia viene fermata sulla nave in partenza e condotta in carcere. Il Dr. Crippen sarà giudicato colpevole e condannato all'impiccagione, mentre Ethel sarà assolta.

## Critica internazionale
Bosley Crowther sul New York Times oltre a sottolineare l'efficacia delle interpretazioni di Donald Pleasence, Samantha Eggar e Coral Browne, rileva che l'azione e il pathos del film siano invalidate da una resa troppo accademica, opaca e tranquilla della messa in scena "tranne per i fan del Dr. Crippen ".  Terry Sherwood su The Spooky Isles parla di un film a metà tra Horror e thriller, "con una qualità verbosa legata al kitchen sink realism, utilizzato per raccontare la storia di uno dei più famosi processi della storia penale britannica"  . Mark Cunliffe su Letterboxed invece evidenzia la fotografia del giovane Nic Roeg, ricordando che il film è  "girato in un bianco e nero classico e crudo, che gli conferisce un'aria frizzante e in qualche modo adeguatamente clinica" . Craig Butler di Allmovie sostiene che le interpretazioni di Donald Pleasence e Samantha Eggar non siano all'altezza delle loro capacità, perché non riescono a far decollare i propri personaggi, mentre Coral Browne "come moglie e vittima bisbetica riesce davvero a lasciare il segno"